# West Haven (Connecticut)
West Haven ist eine Stadt im New Haven County im US-amerikanischen Bundesstaat Connecticut. Das U.S. Census Bureau ermittelte bei der Volkszählung 2020 eine Einwohnerzahl von 55.584.
Die geografischen Koordinaten sind: 41,27° Nord, 72,97° West. Das Stadtgebiet hat eine Größe von 28,5 km². 
Seit 1920 ist in West Haven die University of New Haven ansässig.

## Söhne und Töchter der Stadt
- Marian Bergeron (1918–2002), Schönheitskönigin und 1933 die achte Miss America
- Daniel Louis Jafferis (* 1983), theoretischer Physiker
- Tommy Nelson (* 1997), Schauspieler
- Carlos Parra (* 1977), Fußballspieler und -nachwuchstrainer
- Ken Strong (1906–1979), American-Football-Spieler
- Edmund Taite Silk (1901–1981), Latinist